# Acanthogyrus multispinus
Acanthogyrus multispinus är en hakmaskart som beskrevs av Wang 1966. Acanthogyrus multispinus ingår i släktet Acanthogyrus och familjen Quadrigyridae. Inga underarter finns listade i Catalogue of Life.